# Mel Carter
Mel Carter (Cincinnati, 22 de abril de 1939) é um cantor e ator estadunidense.

## Carreira
Iniciou sua carreira musical no início da década de 1960. Dois anos depois, gravou seu primeiro hit: "When a Boy Falls in Love", em parceria com Sam Cooke.
Na mesma década, chegou no auge da carreira em 1965, gravando seu maior sucesso: "Hold Me, Thrill Me, Kiss Me", que rendeu a Carter um disco de ouro (mais de um milhão de cópias), e posteriormente regravado por Johnny Mathis. "Band of Gold" e "(All of a Sudden) My Heart Sings" foram outras músicas de sucesso.
Além de cantar, Mel Carter chegou a engatar uma carreira de ator, tendo aparecido em "Anjo - Inocência e Pecado" (1965), "Friday Foster" (1975), "American Raspberry" (1977) "O Gato que Veio do Espaço" (1978), além de outros filmes e seriados.

## Singles
| Ano  | Título                                                                          | Posições | Posições | Posições | Posições | Posições | Álbuns                           |
| Ano  | Título                                                                          | US       | USAC     | CA       | CAAC     | AU       | Álbuns                           |
| ---- | ------------------------------------------------------------------------------- | -------- | -------- | -------- | -------- | -------- | -------------------------------- |
| 1960 | "I'm Coming Home" b/w "Sugar"                                                   | —        | —        | —        | —        | —        | Faixas que não são do álbum      |
| 1961 | "I Need You So" b/w "When I Grow Too Old To Dream"                              | —        | —        | —        | —        | —        | Faixas que não são do álbum      |
| 1962 | "Who Do You Love" (with Clydie King) b/w "The Wrong Side Of Town"               | —        | —        | —        | —        | —        | Faixas que não são do álbum      |
| 1963 | "Wonderful Love" b/w "Time Of Young Love"                                       | —        | —        | —        | —        | —        | When A Boy Falls In Love         |
| 1963 | "When A Boy Falls In Love"A b/w "So Wonderful"                                  | 44       | —        | —        | —        | —        | When A Boy Falls In Love         |
| 1964 | "Why I Call Her Mine" b/w "Time Of Young Love"                                  | —        | —        | —        | —        | —        | When A Boy Falls In Love         |
| 1964 | "Deed I Do" b/w "What's On Your Mind" (from Hold Me, Thrill Me, Kiss Me)        | —        | —        | —        | —        | —        | Faixa que não é do álbum         |
| 1965 | "The Richest Man Alive" b/w "I'll Never Be Free"                                | 104      | —        | —        | —        | —        | Hold Me, Thrill Me, Kiss Me      |
| 1965 | "I Just Can't Imagine" b/w "High Noon"                                          | —        | —        | —        | —        | —        | Hold Me, Thrill Me, Kiss Me      |
| 1965 | "Hold Me, Thrill Me, Kiss Me" b/w "A Sweet Little Girl"                         | 8        | 1        | 2        | —        | 21       | Hold Me, Thrill Me, Kiss Me      |
| 1965 | "(All Of A Sudden) My Heart Sings" b/w "When I Hold The Hand Of The One I Love" | 38       | 3        | —        | 6        | 48       | (All Of A Sudden) My Heart Sings |
| 1966 | "Love Is All We Need" b/w "I Wish I Didn't Love You So"                         | 66       | 21       | 65       | 2        | —        | (All Of A Sudden) My Heart Sings |
| 1966 | "Band Of Gold" b/w "Detour" (from Hold Me, Thrill Me, Kiss Me)                  | 32       | 1        | 38       | —        | —        | (All Of A Sudden) My Heart Sings |
| 1966 | "You, You, You" b/w "If You Lose Her" (Non-album track)                         | 49       | 11       | 38       | —        | —        | Easy Listening                   |
| 1966 | "Take Good Care Of Her" b/w "Tar and Cement"                                    | 78       | —        | —        | —        | —        | Easy Listening                   |
| 1967 | "As Time Goes By" b/w "Look To The Rainbow"                                     | 111      | —        | —        | —        | —        | Faixa que não é do álbum         |
| 1967 | "Edelweiss" b/w "For Once In My Life"                                           | —        | —        | —        | —        | —        | Faixa que não é do álbum         |
| 1967 | "Enter Laughing" b/w "Star Dust" (Non-album track)                              | —        | —        | —        | —        | —        | Enter Laughing (Soundtrack)      |
| 1967 | "Be My Love" b/w "I Look Into Your Eyes"                                        | 132      | 23       | —        | —        | —        | Be My Love                       |
| 1968 | "Excuse Me" b/w "The Other Woman"                                               | —        | —        | —        | —        | —        | Be My Love                       |
| 1968 | "I Pretend" b/w "Didn't We"                                                     | —        | 38       | —        | —        | —        | Faixa que não é do álbum         |
| 1969 | "San Francisco Is A Lonely Town" b/w "Everything Stops For A Little While"      | —        | —        | —        | —        | —        | This Is My Life                  |
| 1969 | "Another Saturday Night" b/w "Coming From You"                                  | —        | —        | —        | —        | —        | Faixa que não é do álbum         |
| 1970 | "Kiss Tomorrow Goodbye" b/w "This Is Your Life"                                 | —        | —        | —        | —        | —        | This Is My Life                  |
| 1973 | "Do Me Wrong, But Do Me b/w "She Is Me"                                         | —        | —        | —        | —        | —        | Faixa que não é do álbum         |
| 1974 | "I Only Have Eyes For You" b/w "Treasure of Love"                               | 104      | 39       | —        | —        | —        | Faixa que não é do álbum         |
| 1976 | "My Coloring Book" b/w "Put A Little Love Away"                                 | —        | 47       | —        | —        | —        | Faixa que não é do álbum         |
| 1981 | "You Changed My Life Again" b/w "I Don't Want To Get Over You"                  | —        | —        | —        | 12       | —        | Faixa que não é do álbum         |
| 1981 | "I Don't Want To Get Over You" b/w "Who's Right, Who's Wrong"                   | —        | —        | —        | —        | —        | Faixa que não é do álbum         |

- A"When a Boy Falls In Love" also peaked at #30 on R&B charts.